# Janusz Wiśniowiecki
Janusz Wiśniowiecki (juin 1599–9 novembre 1636), membre de la noble famille Wiśniowiecki, grand écuyer de la Couronne, staroste de Kremenets.

## Biographie
Janusz Wiśniowiecki est le fils de Konstanty Wiśniowiecki et de Anna Zahorowska (pl).
Il étudie à l'étranger, en particulier en Italie et participe à des campagnes militaires. Il sert quelque temps dans l'armée de Charles-Emmanuel Ier, duc de Savoie. Il rejoint ensuite l'armée espagnole d'Ambrogio Spinola, sous les ordres duquel il prend part au Siège de Bréda. De plus en plus intéressé par les affaires militaires, il combat les Tatars à plusieurs reprises, à la tête de ses propres troupes.
À la mort de Jerzy Zbaraski (pl), dernier représentant de la famille Zbaraski, il hérite, avec sa sœur Helena, d'une considérable fortune qui lui permet de mener une vie dispendieuse. En généreux mécène, il fait don au poète Samuel Twardowski (pl), du village de Zarubyntsi (en) et accumule bientôt des dettes non moins considérables.

## Mariage et descendance
Le 19 septembre 1627, Janusz Wiśniowiecki épouse Katarzyna Eugenia Tyszkiewiczówna (pl), fille de Janusz Tyszkiewicz Skumin (pl), voïvode de Mstsislaw, Trakai et Vilnius. Ils ont pour enfants :
- Dymitr Jerzy Wiśniowiecki (1631–1682), grand garde de la Couronne, grand hetman de la Couronne, voïvode de Belz et Cracovie, castellan de Cracovie.
- Konstanty Krzysztof Wiśniowiecki (1633–1686), voïvode de Podlachie, de Bracław et Bełz.
- Anna Wiśniowiecka
- Barbara Katarzyna Wiśniowiecka

## Crédits de traduction
- (en) Cet article est partiellement ou en totalité issu de l’article de Wikipédia en anglais intitulé « Janusz Wiśniowiecki » (voir la liste des auteurs).

- (pl) Cet article est partiellement ou en totalité issu de l’article de Wikipédia en polonais intitulé « Janusz Wiśniowiecki (1599-1636) » (voir la liste des auteurs).